# Ultrágeno
Ultrágeno es un grupo musical de rock formado en la ciudad de Bogotá, con influencias de rock industrial y hardcore. Se le considera en la actualidad, una de las agrupaciones de culto del rock colombiano; su música se ha caracterizado por letras crudas así como un sonido que incorpora al violín y la música electrónica como acompañantes de la instrumentacion tradicional del Rock. 
La banda aprecio en 1996 y a la fecha publicaron 2 álbumes de estudio y han participado en varios recopilatorios independientes con versiones de sus mejores canciones y temas inéditos. En 2017 y tras cumplir casi 10 años de su último reencuentro la banda regreso a la escena con un nuevo sencillo.
Su álbum debut ‘Ultrágeno’ de 1998 se ubicó en el 24º puesto del libro "Rock colombiano: 100 discos, 50 años" publicado en 2012 la revista Rolling Stone lo menciona en la posición número 12 de su lista de "25 grandes discos nacionales." y para  Rateyourmusic es 42.º en la lista de "50 discos del rock-pop colombiano"; su segunda placa "Código Fuente" fue colocada en el 5.º lugar de la lista de "once álbumes del rock colombiano" realizada por la emisora Radionica. En la lista de "Las 100 Mejores Canciones del Rock Colombiano" realizada por la Revista Subterranica  figura la canción insignia de la banda "Drulos" en la posición 26º. En 2014 la revista Rolling Stone Colombia lanzó una lista de "50 grandes canciones colombianas", en la lista figuran las canciones de los Ultrágeno: Divino Niño  (Nº18), y  Drulos (N°42). en un listado similar para el portal especializado Autopistarock.com "Drulos" ocupa el 30.º Lugar.

## Historia

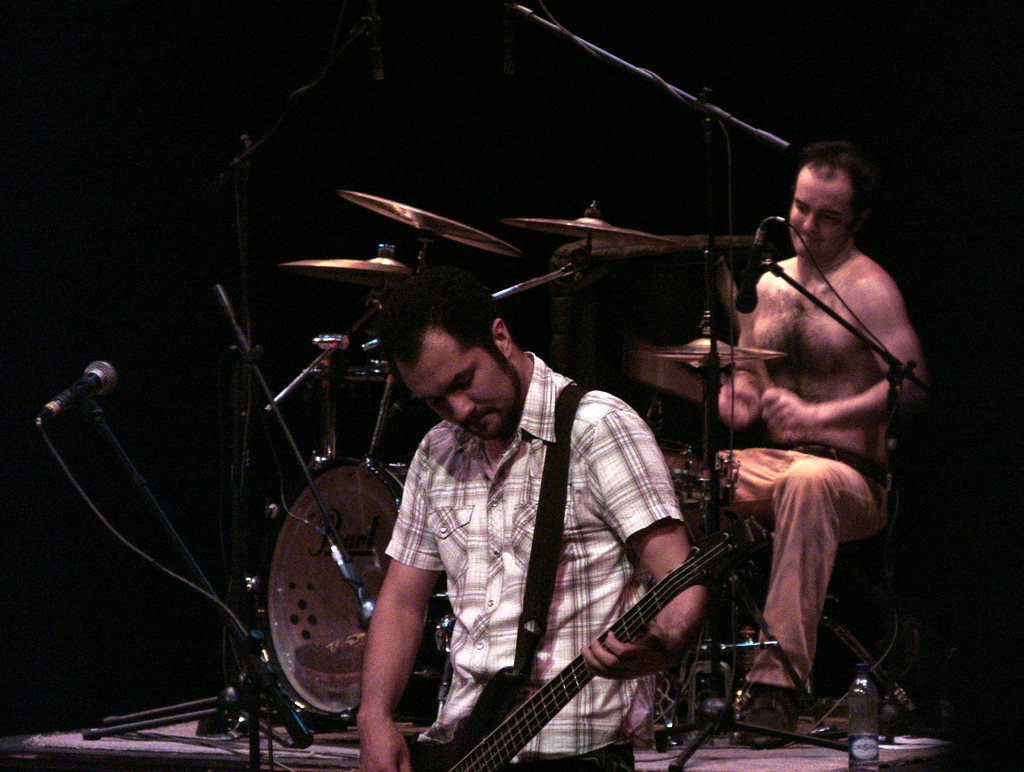
Juan Camilo Osorio y Santiago Paredes.

El origen de Ultrágeno se remonta al año de 1996 cuando su vocalista Amos Piñeros luego de la disolución de Catedral (grupo con matices Grunge vinculado a la escena bogotana) aceptó después de cierta insistencia la invitación de tres músicos entre los que se encontraba Andrés Barragan (Exguitarrista de Yuri Gagarin) para participar de un nuevo proyecto musical, aportando Amos la voz, la composición de algunos temas y el nombre de la banda.
La expresión ultrágeno tiene dos lecturas. Una hace referencia al gas del mismo nombre, cuyo color verde tradicionalmente ha representado la esperanza; la otra es una síntesis de la consigna "no al ultraje".
Inicialmente asimilaron tendencias de la escena mundial, y las tradujeron a un lenguaje roquero con elementos provenientes del dance, el tecno, el trip-hop y el industrial, entre otros géneros que utilizan recursos electrónicos, en su primer año ya tenían 7 Demos y al año siguiente grabaron las primeras versiones de "La Inconvenientemente" y "Almuerzo ejecutivo" incluidos en el compilado de nuevas bandas Subterránica, del sello MTM el mismo se interesaría tras la publicación del disco especialmente en Ultrageno y Yuri Gagarin & Los Correcaminos. Con esa misma casa discográfica, en octubre de 1998 el grupo publica su primer larga duración que incluía además de sus dos temas ya conocidos los clásicos "Drulos" que describe un conjunto de vivencias propias de los jóvenes del underground en la década del 90 y "Divino Niño" que describía la rabia de Amos al perder su violín.
La calidad de su propuesta pronto fue muy bien recibida por la crítica musical y ese mismo año, el diario El Tiempo los calificó de la siguiente manera:

Entre el punk, el rock industrial y un violín de carácter juguetón, Ultrágeno presenta una rica alquimia de sonidos que se puede llamar sin ningún temor renovadora. Su preocupación estética no implica que no entablen un diálogo con la vanguardia mundial como el tecno, el trip hop y la música electrónica. (...) Las letras de Ultrágeno permiten ver la realidad del país del Sagrado Corazón , no ocultan nada, develan verdades cotidianas. Son fuertes y aceleradas, como el país en el que vivimos.

El álbum además de contener 13 temas originales de la agrupación, (incluye un downbeat mix del tema Drulos, realizado por la banda de tecno-industrial Sensoria) contó con el videoclip promocional del tema "Ultrágeno", realizado gracias a una beca otorgada por la Dirección de Cinematografía del Ministerio de Cultura de Colombia. el video logró poscionarse en MTV Latino y fue galardonado como mejor vídeo colombiano en los Much Music Awards de Canadá y en 1999 junto con Darkness fueron invitados por la disquera argentina Dulce Limón para participar el Tributo Bizarro a Soda Stereo versionando  "Nuestra Fe".
Ese mismo año se apreció el crecimiento de sus seguidores en el descontento que generó entre el público la cancelación de su presentación en el festival Rock al Parque y el buen recibimiento que tuvieron sus presentaciones en las versiones del mismo de 2000 y 2001. En 2001 fueron incluidos en un nuevo compilatorio con destacadas bandas colombianas "El Hormiguero: Colonia Independencia" en el que aparecería un homenaje a sus seguidores con el tema exclusivo "Raza Furia".
En 2002 corrieron rumores que se iban a separar ya que Amós se casó y estaba viviendo en España, pero desmintieron eso en el programa Mucha Música y presentaron el álbum Código fuente, editado por la alianza entre MTM y el sello independiente Hormigaloca, el cual fue valorado por la prensa dentro de las nuevas tendencias de la música producida en Colombia.
Ya convertidos en una banda de culto de la escena subterránea, sus integrantes decidieron emprender otros proyectos profesionales. La presentación en 2002 del videoclip del tema "La juega", fue su primera despedida, la cual se formalizó año y medio después. Sin embargo, un concierto tributo realizado en 2005 y la grabación en 2007 de un documental sobre la banda, motivó un reencuentro de sus integrantes y realizaran en Bogotá gira llamada "Palpa el pálpito"; con la cual tuvieron las siguientes fechas: 25 de octubre en el Teatro Libre de Chapinero (el cual grabaron), 31 en Eje Bar y el 4 de noviembre en Rock al Parque.
En la edición 15 de Rock al Parque (2009) fueron invitados Amós y Barragán a interpretar la canción "Divino Niño"en un tributo a bandas colombianas.
Para el 2016, en conmemoran a los 40 años de Amós, realiza un concierto en Bogotá en donde invitó a Barragán y a Osorio a interpretar algunos clásicos de Ultrageno; después de ese concierto ya estaban considerando un pronto reencuentro.
Para comienzos de julio de 2017 a través de Radiónica presentaban un sencillo titulado "Lo que Tengo" y para la edición de Rock al Parque de ese año oficializaron su regreso a los escenarios y que están grabando buenas canciones. Las primeras fechas del reencuentro fueron el 10 y 11 de agosto el Auditorio Lumiere de Bogotá una tercera presentación se realizó en el aguinaldo Boyacence además de estrenarse el 17 de diciembre el primer documental oficial de la banda.

## ‘Razafuria’
El enorme número de fanáticos que reunió el grupo fue definido por ellos mismos con la expresión ‘razafuria’. Según Ultrágeno, el término define 

...un sentimiento visceral acerca de nuestra raza, llena de fuerza tanto para construir como para destruir.

En palabras de su vocalista y líder Amos Piñeros 

...* Razafuria, f. Población de procedencia inexplicable, colectivo intangible muy diverso que somos nosotros, quienes nos relacionamos; los que tenemos inquietudes y los que no. Es una entidad con la posibilidad de matar o crear vida, construir o destruir en cualquier momento.

## Integrantes
- Amós Piñeros (voz y violín)
- Andrés Barragán (guitarra)
- Juan Camilo Osorio (batería)
- Santiago Paredes (bajo)

Luego de su disolución, Piñeros se radicó en Barcelona (España) para dedicarse a la producción musical; Osorio trabaja como arquitecto en Nueva York; Paredes trabaja en proyectos de energía eólica en Dinamarca, y Andrés Barragán maneja una empresa editorial llamada .Puntoaparte Bookvertising en Bogotá..

Actualmente Piñeros se encuentra en un nuevo proyecto musical denominado  
Amos y lossantos  donde recopila diversas  versiones de sus álbumes con ultrageno, sus tendencias están enmarcadas dentro del trip hop, el rock alternativo, entre otros.

## Discografía

### Álbumes de estudio
- Ultrágeno. Hormigaloca (1998)
- Código fuente. MTM (2002)

### Recopilatorios
- Subterránica. MTM (1996)
- Gracias...Totales!!! Tributo Bizarro a Soda Stereo (Tributo). Dulce Limón, (1999)
- El hormiguero: Colonia Independencia. MTM/Hormiga Loca (2001)

### Sencillos
- Lo que tengo. (2017)

### Videoclips
- Ultrágeno (1999)
- No lo sé (2002)
- La juega (2002)